# 90min
90min è un singolo del rapper italiano Salmo, pubblicato il 21 settembre 2018 come primo estratto dal quinto album in studio Playlist.

## Descrizione
Nel testo viene delineato un ritratto feroce e sarcastico dell'Italia, evidenziandone storture, contraddizioni e assurdità.

## Tracce
1. 90min – 3:51 (testo: Maurizio Pisciottu – musica: Theron Feemster)

## Classifiche
| Classifica (2018) | Posizione massima |
| ----------------- | ----------------- |
| Italia            | 1                 |